# Beauvau de la sécurité
Pour les articles homonymes, voir Beauvau.
Le Beauvau de la sécurité est une consultation lancée en février 2021 en France par le gouvernement Castex avec les syndicats de police, des élus, magistrats et membres de la société civile, à la suite de l'affaire Michel Zecler,. Elle a duré sept mois.

## Refus initial d'Alliance et de l'UNSA
« Une énième réunion serait indécente », déclare le porte-parole du syndicat Alliance. Initialement le syndicat refuse de prendre part au Beauvau mais obtient de Gérald Darmanin quelques mesures initiales, dont « une subvention pour la mutuelle policière et l'instauration de peines minimales dans les cas d'agressions de policiers ». Pour les mêmes raisons l'UNSA s'est également mise en retrait.

## Sujet abordés
Les objectifs annoncés par Gérald Darmanin sont de « consolider les liens avec la population » et « renforcer le statut des policiers ».
Les sujets abordés à l'occasion des tables rondes sont à débattre dans l'ordre suivant :
- relations police-population ;
- encadrement ;
- formation ;
- relation avec la justice ;
- maintien de l'ordre ;
- captation vidéo ;
- Contrôle interne ;
- équipement, condition matérielle et soutien.

## Création unité de réserve
Gérald Darmanin fait mention de la possible création d'une réserve de 30 000 policiers notamment pour intervenir dans des cas de violence conjugale. La police possède déjà une réserve de 6 700 policiers,.
Les syndicats policiers sont contre : selon eux, des personnes pourraient entrer dans la police avec « des intentions malveillantes ». Ils parlent aussi d'un manque de formation, quelques journées de formation n'étant pas suffisantes.[réf. souhaitée]
Il fait référence à la gendarmerie qui elle aussi possède une réserve similaire.

## Matériels et nouveaux effectifs.
Gérald Darmanin promet 14 nouveaux policiers pour la ville de Nîmes, cependant le Syndicat Alliance Police parle d'un manque de moyens aussi bien en matériel qu'en effectifs de policiers.

### Uniformes
Une rumeur de CNEWS déclare que des uniformes de police sont en préparation pour le 14 juillet.

## Annonces
Emmanuel Macron a fait une dizaine d'annonces en clôture de la consultation, le 14 septembre 2021, parmi lesquelles : « caméras piétons, plainte en ligne, simplification de la procédure pénale, généralisation des amendes forfaitaires, loi de programmation. »

## Critiques
Selon le journal Libération: « aucune voix critique n'a été invitée ».